# Doge (staatshoofd)

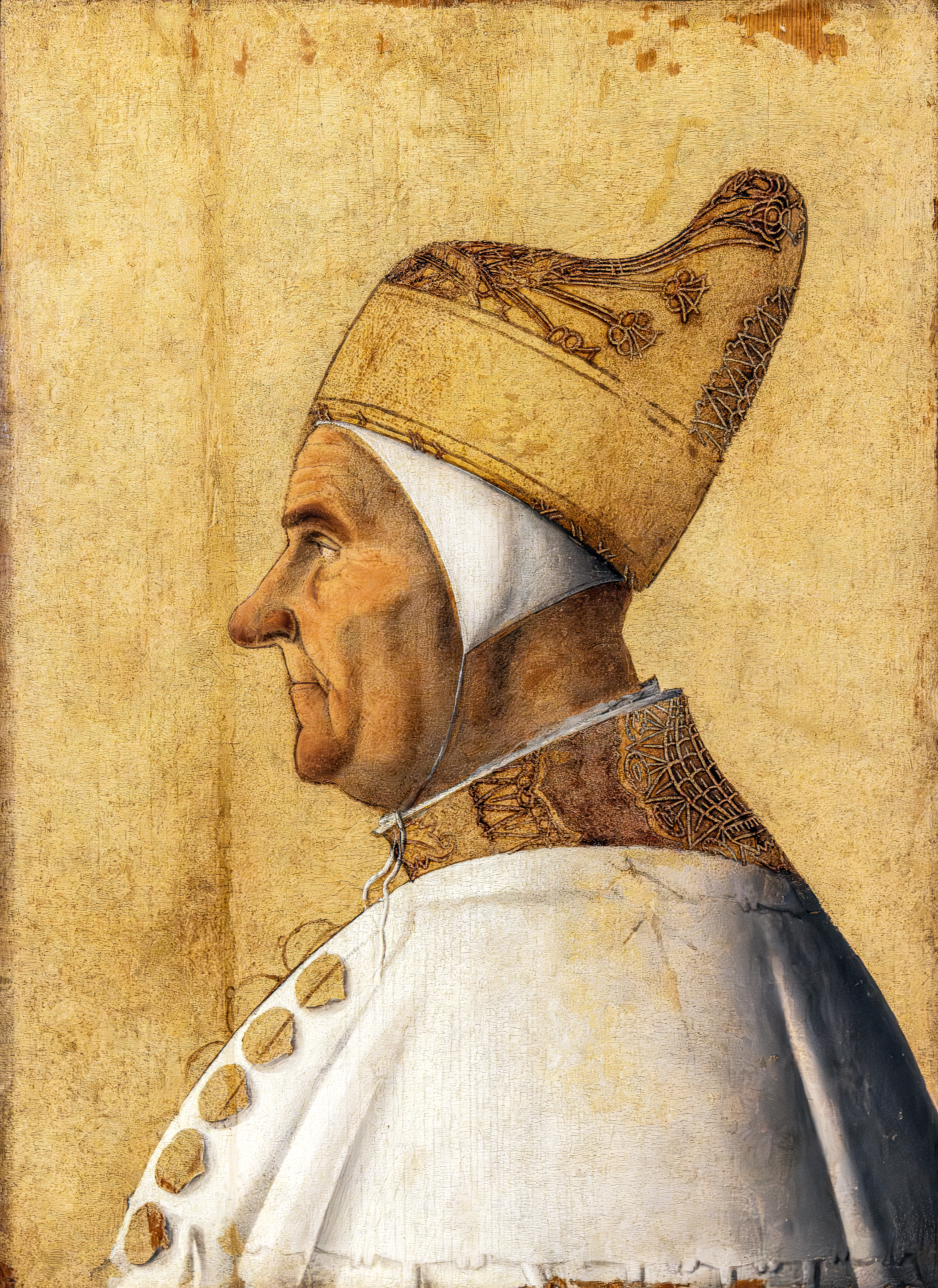
Een doge, Giovanni Mocenigo, met de dogehoed.

De doge was het staatshoofd van een aantal Italiaanse republieken. Het woord is verwant aan het Latijnse dux, "leider", dat in andere contexten als hertog wordt vertaald. Het Italiaanse meervoud is dogi, het Nederlandse ook wel dogen of doges. De echtgenote van de doge (er waren geen vrouwelijke dogen) werd wel dogana genoemd.
In vier republieken regeerde een gekozen doge (hertog elect):
- De republiek Amalfi
- De republiek Genua
- De republiek Senarica
- De republiek Venetië

## De doge van Venetië

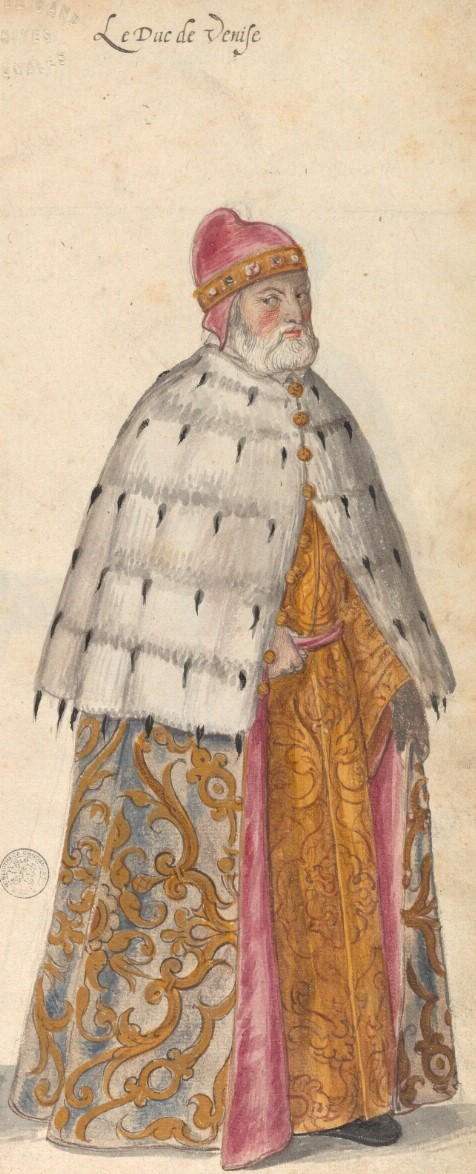
De Doge van Venetië, geïllustreerd in het kostuumboek "Théâtre de tous les peuples et nations de la terre avec leurs habits et ornemens divers, tant anciens que modernes, diligemment depeints au naturel". Gemaakt door Lucas d'Heere in de tweede helft van de 16e eeuw. Bewaard in de Universiteitsbibliotheek Gent.

De Venetiaanse doge werd aanvankelijk door de burgers gekozen uit het libro d'oro, het gouden boek met de namen van patricische burgers. Later namen de Venetiaanse patriciërs de rol van kiescollege over. Naarmate de staatsinrichting zich meer aristocratisch ontwikkelde, werd het gezag van de doge beperkt. Er kwam een grote raad met 470 leden en een kleine raad van zes leden, de edelen vormden een college met 60 leden. Elk van deze colleges had eigen bevoegdheden en controleerde de andere staatsorganen zodat er geen monopolie op de macht kon ontstaan. Bij officiële gelegenheden droeg de doge een mantel en een bijzonder gevormde hoed als teken van zijn waardigheid.
De functie van doge ontwikkelde zich aan het eind van de 13e eeuw van absoluut vorst tot ceremonieel staatshoofd. De doge werd in zijn openbare functioneren en privéleven met tal van beperkingen omgeven: slechts aan Italiaanse vorsten mocht hij zijn verheffing melden; brieven van de paus en van vorsten mocht hij niet zelf openen; hij mocht de stad niet verlaten; hij mocht geen verwanten aan vreemde regerende huizen uithuwelijken; de leden van zijn familie werden van publieke ambten uitgesloten; kleding, hofstaat, en gevolg werden nauwkeurig voorgeschreven.
Het toezicht op de doge werd nog verscherpt door het instellen van de Signoria, de raad van de hoge staatsambtenaren van de republiek, waarin de doge was opgenomen. Het ambt van doge bleef bestaan tot de val van de republiek in 1797.
De dogen woonden in schitterende, maar makkelijk af te luisteren vertrekken in het Dogepaleis in Venetië. Eens per jaar "huwde" de doge op ceremoniële wijze met de Adriatische Zee door vanaf een schitterende galei een ring in het water te werpen.